# 대전 도시철도 3호선
대전 도시철도 3호선(大田 都市鐵道 3號線)은 대전광역시가 계획 중인 도시 철도 노선이다.

## 역사
대전시는 교통연구 전문기관인 한국교통연구원에 용역을 의뢰하여 4·5호선과 함께 3호선 도시철도망계획을 수립하였다. 3호선은 신탄진∼둔산∼부사∼석교∼가오∼산내를 연결, 즉 기존 노선이 다니지 않았던 지역을 포함한 총연장 29km의 노선으로 계획되었으며, 하루 이용객은 약 7만 5천 명으로 3·4·5호선 가운데 가장 이용 수요가 많을 것으로 예상되었다.

## 같이 보기
- ● 대전 도시철도 1호선
- ● 대전 도시철도 2호선
- 충청권 광역철도

1. ↑  “대전도시철도 3·4·5호선 밑그림…총연장 59㎞”. 연합뉴스. 2024년 4월 1일.